# Josef Weyl
Josef Aloys Peter Weyl (auch: Joseph) (* 9. März 1821 in Wien; † 10. April 1895) war ein österreichischer Humorist und Übersetzer. Er war eines der ältesten Mitglieder des großen Wiener Schriftstellervereins „Concordia“ sowie des 1855 gegründeten scherzhaften Clubs „Die grüne Insel“.

## Leben
Er besuchte zunächst das heimatliche Gymnasium. Danach wurde er Journalist und veröffentlichte unter anderem Gedichte und humoristische Artikel. Leute wie Moritz Gottlieb Saphir, Adolf Bäuerle,  Ottokar Franz Ebersberg und Seyfried unterstützten und ermutigten ihn dabei. Seine erste bekannte Veröffentlichung findet sich in dem belletristischen Tageblatt Das Vaterland aus Raab.
Er zog nach Preßburg, wo er mit Adolf Neustadt, später mit Johann Bangya (1817–1868) das Journal Pannonia leitete. Er wechselte kurz zum Die Geißel zurück nach Wien und wurde dann aber herrschaftlicher Beamter im Waldviertel (Niederösterreich), Anfang 1850er wechselte dann in den Staatsdienst. Er wurde zweiter Bibliothekar bei der obersten Polizeibehörde zu Wien und nach deren Auflösung der Polizeidirektion zugeteilt. Er redigierte viele Jahre den Polizei-Anzeiger, insbesondere die polizeilichen Späheblätter. Er redigierte bis zum Ende seiner vierzigjährigen Dienstzeit.
Von 1869 bis 1870 war Ludwig Anzengruber (1839–1889) einer seiner Mitarbeiter. Er war Mitglied im Schriftstellerverein „Concordia“ sowie bei Scherzclub „Die grüne Insel“ und auch allgemein bekannt und beliebt. Er war Träger der österreichischen Medaille für Kunst und Wissenschaft sowie des belgischen Leopoldsordens. Bei seinem Tod galt er als einer der letzten Vertreter des alt-wiener Humors.

### Schaffen
Während seiner ersten Jahre (Vormärz) konnte er sich nicht etablieren, aber nachdem er eine feste Anstellung hatte, konnte er sich zu einer originellen Gestalt in Wiens Geistes- und Gesellschaftsleben entwickeln. Über 40 Jahre lang veröffentlichte er in Wien lustigen Deklamationsnummern, komischen Szenen und Spaßpoesien. In der Zeit wurde er immer wieder bei großen öffentlichen und privaten Veranstaltungen um Beiträge gebeten. So finden sich zahlreiche komische und ernste Gelegenheitsdichtungen, Pro- und Epiloge, Liedertexte etc. Erst der Satiriker und Journalist Julius Bauer konnte ihm den Rang ablaufen. Weyl blieb aber der Vertreter des Wiener „Bänkel“-Humors. Die Glanzleistung stellt hier aber der bekannte Urtext zu Johann Strauß’ des Jüngeren populärem Walzer An der schönen blauen Donau (Opus 314) dar.
Der Wiener Männergesangverein (WMGV) brachte in 1867 zum ersten Male bei einem Narrenabend aufs Repertoire. Der heute übliche Text wurde 1879 von Franz von Gernerth erstellt. Der Wiener Männergesangverein veröffentlichte auch viele Liedertafeln auch sonst eine Menge Liedertexte und Bänkel von Weyl.
Für die komische Bühne hat er für Karl Treumann etliche französische Operetten und Possen übersetzt, so z. B. die komische Oper Die Reise nach China (François Bazin, Le Voyage en Chine), das Lustspiel Gavaud, Minard und Co., die Operetten Häuptling Abendwind, Die Verlobung vor der Trommel, Taub muß er sein, sogar auch Charles Gounods Oratorium La Rédemption. Auch für die Wiener Schauspielhäuser übertrug er Bühnenstücke aus dem Französischen.
Weyl sammelte seine humoristischen und lyrischen Ergüsse mehrfach und gab auch in Druck, was er außerdem an dramatischen und an feuilletonistischen Kleinigkeiten hervorbrachte, darunter:
- Epheuranken – Am Fuße der Habsburg (1852)
- Passifloren des Jahres 1849 (1854)
- Kurzweiliges (1856, 2. Auflage 1873)
- Eine lustige Neujahrsgabe. Humoristische Vorträge (1862)
- Juxbrevier (humoristische Vorträge, 1863)
- Kurzweiliges : Eine reiche Sammlung heiterer Vorträge, komischer Dialoge u. Scenen. Nebst einem Anhang ernster Deklamationspiecen und Gelegenheitsgedichte. Geitler, Wien 1868 Digitalisat
- Gesammelte heitere Vorträge (1–16: 1875–79; 17–19: 1883–84)

Periodika:
- Humoristischer Almanach (1861–1866)
- Mephisto. Humoristischer Kalender (1868)
- Pros’t Neujahr. Komischer Kalender (1870)